# Салаш Бугарских
Салаш Бугарских је грађевина и непокретно добро као споменик културе Републике Србије. Салаш је у рушевном стању.
Налази се у селу Суботиште. За културно добро проглашен је 1999.